# Nervo muscolocutaneo
Il nervo muscolocutaneo (o perforante del Casserio) è un nervo misto che origina dalla corda laterale del plesso brachiale e comprende fibre provenienti da C5, C6 e C7.

## Decorso
Il nervo è il più laterale dei rami del plesso brachiale. Origina dal cordone laterale del plesso brachiale, attraversa la parte anteriore del braccio e termina a 2 cm sopra il gomito proseguendo come nervo cutaneo laterale dell'avambraccio.
Dopo la sua insorgenza dal cordone laterale del plesso brachiale (con fibre nervose provenienti dalle radici da C5 a C7) il nervo discende dalla cavità ascellare adeso al muscolo sottoscapolare e seguendo il terzo laterale dell'arteria ascellare (cioè la parte dell'arteria ascellare più distale rispetto al muscolo pettorale) penetra quindi nella loggia osteofasciale anteriore del braccio, dapprima al di dietro del muscolo coracobrachiale, quindi perforandolo dal di dietro in avanti e portandosi sulla faccia ventrale del muscolo brachiale. Il nervo prosegue quindi verso il basso adagiato sul muscolo brachiale (che gli sta al di sotto) e ricoperto dal muscolo bicipite brachiale (che gli sta al di sopra); scendendo il nervo si porta lateralmente nel braccio e in prossimità della piega del gomito è posizionato lateralmente rispetto al tendine del muscolo bicipite brachiale. A 2 cm al di sopra del gomito il nervo perfora la fascia profonda lateralmente al tendine del bicipite brachiale e quindi, in posizione sottocutanea, prosegue nella regione laterale dell'avambraccio come nervo cutaneo laterale dell'avambraccio. 
Durante il suo decorso nel braccio il nervo muscolocutaneo emette dei rami muscolari che innervano la muscolatura anteriore del braccio.
Il nervo cutaneo laterale dell'avambraccio si suddivide in due rami, un ramo anteriore e uno posteriore e va ad innervare la cute laterale dell'avambraccio.

## Territorio di innervazione
Il nervo muscolocutaneo grazie ai rami muscolari provvede all'innervazione dei muscoli della loggia anteriore del braccio e in particolare del muscolo coracobrachiale, del muscolo brachiale e del muscolo bicipite del braccio. Essendo un nervo misto si compone anche di fibre sensitive che si distribuiscono alla cute della regione laterale del braccio e tramite il suo ramo terminale (il nervo cutaneo laterale dell'avambraccio) fornisce la sensibilità del lato laterale dell'avambraccio dal gomito al polso. Inoltre, il nervo muscolocutaneo dà anche rami articolari all'articolazione del gomito e all'articolazione scapolo-omerale.

## Varianti anatomiche
Il nervo muscolocutaneo si caratterizza per la presenza di frequenti varianti anatomiche e comunicazioni con il nervo mediano.
La variante più frequente, che avviene in circa il 5% dei casi, è caratterizzata dalla assenza stessa del nervo. Vi è una anomalia della corda laterale del plesso brachiale, dal quale solitamente esso si diparte,  che invece non lo emette proprio. Le sue fibre viaggiano in modo indistinguibile nella parte più laterale del nervo mediano che emette, una volta nel braccio, direttamente uno o più rami per il bicipite e, ancora più distalmente, la branca sensitiva e altri rami motori per il muscolo brachiale.
1. Può decorrere per un certo tratto adeso al nervo mediano e quindi proseguire oltre, perforando il bicipite brachiale, invece che il coracobrachiale.
2. Alcune fibre del nervo mediano possono decorrere per una certa distanza nel nervo muscolocutaneo per poi lasciarlo e unirsi al loro effettivo tronco nervoso. Meno frequentemente può accadere l’opposto, e il nervo mediano inviare un ramo che si unisce al nervo muscolocutaneo.
3. Il nervo può passare sotto il muscolo coracobrachiale o attraverso il bicipite brachiale.
4. Occasionalmente dà un filamento al muscolo pronatore rotondo, e innervare la regione superficie dorsale del pollice, quando il ramo superficiale del nervo radiale è assente.

## Lesioni nervose
Le lesioni del nervo muscolocutaneo possono essere causate da tre meccanismi: microtrauma ripetuto, trauma indiretto o trauma diretto sul nervo. L'uso eccessivo dei muscoli coracobrachiale, bicipite brachiale e brachiale può causare stiramento o compressione del nervo muscolocutaneo. In caso di lesioni al nervo muscolocutaneo il paziente può lamentarsi di dolore, formicolio o sensazione ridotta sul lato laterale dell'avambraccio. Questa sintomatologia può essere riprodotta e scatenata dell’esercitare una pressione sulla regione subito al di sotto del processo coracoideo (segno positivo di Tinel).
Il dolore può anche essere riprodotto flettendo il braccio contro resistenza. Ci sono altri disturbi che possono simulare i sintomi propri della paralisi del nervo muscolocutaneo (e che perciò vanno messi in diagnosi differenziale): radicolopatia C6 (il dolore può essere prodotto dal movimento del collo), tendinopatia a carico del capo lungo del bicipite (assenza di deficit motori o sensoriali), dolore del solco bicipitale (alleviato da un’iniezione di steroide nell'articolazione della spalla). 
L’esame elettromiografico mostra un lieve danno neuronale ai bicipiti e ai muscoli brachiali con una conduzione motoria e sensoriale più lenta rispetto al punto di Erb.

Nel trauma indiretto, un'abduzione violenta e la retroposizione della spalla possono allungare e lesionare il nervo muscolocutaneo. I soggetti che soffrono di questo tipo di lesione si presentano al medico riferendo dolore, alterata e ridotta sensibilità e parestesie (formicolio) alla parte antero-laterale del braccio e alla parte laterale dell'avambraccio, con ridotta forza nella flessione del gomito. Il segno di Tinel può essere positivo.
La diagnosi differenziale comprende le lesioni delle radici nervose C5 e C6 del plesso brachiale: caratteristica la perdita della capacità di abduzione, rotazione esterna e della flessione del gomito. D'altra parte, la rottura del muscolo bicipite può causare la perdita della capacità di flessione del gomito senza associarsi a deficit di sensibilità. L’esame elettromiografico è negativo.

Nel trauma diretto molte e diverse cause possono determinare la lesione del nervo muscolocutaneo: ad esempio una frattura dell'omero, un colpo di pistola, lesioni dovute a pezzi di vetro o altro materiale tagliente e altre ancora. Le lesioni del nervo iatrogene (ad esempio in corso di un intervento di chirurgia ortopedica che comporta una fissazione interna dell'omero) sono relativamente comuni ed in una certa percentuale di casi probabilmente inevitabili, anche se un'adeguata conoscenza dell'anatomia chirurgica può aiutare a ridurne la frequenza.
Neurolisi e innesto nervoso sono le opzioni di trattamento per le lesioni di cui sopra.